# الکساندرا هدیسون

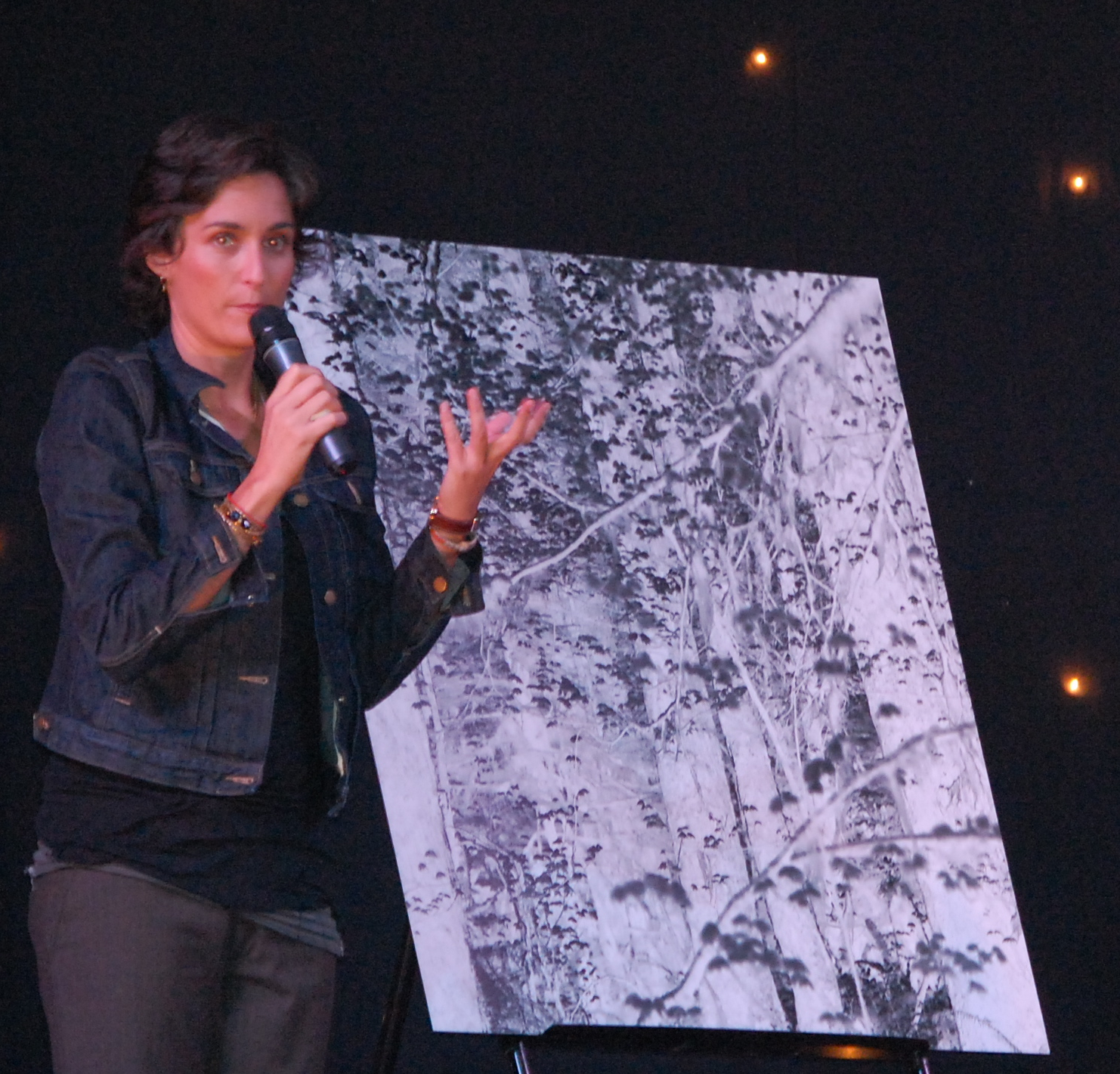
الکساندرا هدیسون در سال ۲۰۰۹ میلادی

الکساندرا هدیسون (انگلیسی: Alexandra Hedison؛ زادهٔ ۱۰ ژوئیهٔ ۱۹۶۹) بازیگر، کارگردان، عکاس و فیلم‌نامه‌نویس اهل آمریکا است. وی از تبار ارمنی‌های ایتالیا است. وی از سال ۱۹۹۴ میلادی تاکنون مشغول فعالیت بوده‌است.
او در طول دوران حرفه‌ای خود در بیشتر زمینه‌های صنعت سینما و تلویزیون فعالیت داشته‌است. به عنوان یک بازیگر، وی در سریال «لا ویندا» و فیلم «خارج از نور» بازی کرده‌است. به عنوان یک بازیگر، در فیلم مستند «خانهٔ من در هلند» به کارگردانی خودش نیز فعالیت داشته‌است. همچنین الکساندرا هدیسون به عنوان یک عکاس و هنرمند نیز شناخته می‌شود.

## گزیده فیلمشناسی
از فیلم‌ها یا برنامه‌های تلویزیونی که وی در آن نقش داشته‌است می‌توان به آثار زیر اشاره کرد.
- فردا هرگز نمی‌میرد (۱۹۹۷)
- واژه ال (۲۰۰۶ و ۲۰۰۹)